# Gigue
Gigue (fr., ital.: giga; eng. jig) er en gammel dans, formentlig af keltisk oprindelse, af munter karakter i livligt tempo og altid i 6/8 eller 12/8, sjældnere 4/4-takt, noteret i 12 ottendedels trioler.
Som musikstykke forekommer den ikke før midten af 17. århundrede, men blev på dette tidspunkt og i det 18. århundrede meget yndet i England, Skotland, Frankrig
og Italien, har holdt sig som led i partitaer og suiter (Corelli, Bach, Händel) og er blev fortsat danset op til det 19. århundrede bl.a. som sømandsdans i England og Irland.

## Musikkeksempler
- Problemer med at afspille lydfilerne? Se hjælp.